# Carsten Drebenstedt

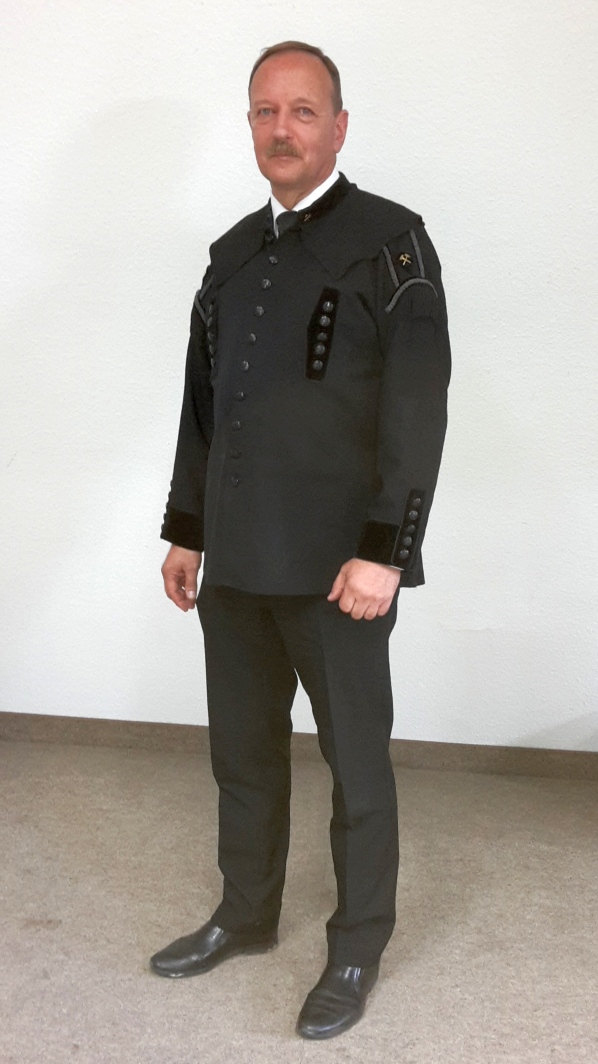
Carsten Drebenstedt (2016)

Carsten Drebenstedt (* 3. Februar 1959 in Magdeburg) ist ein deutscher Bergingenieur. Er ist Professor für Bergbau-Tagebau an der Technischen Universität Bergakademie Freiberg.

## Leben
Drebenstedt verteidigte 1982 erfolgreich seine Diplomarbeit über den Einsatz von Schaufelradbaggerkomplexen im Deckgebirge des Eisenerztagebaues Michailowski bei Schelesnogorsk (damals UdSSR). Danach war er bis 1987 im Tagebau Bärwalde tätig, bevor er zum neuaufgeschlossenen Tagebau Reichwalde wechselte. Während dieser Zeit promovierte er 1990 über den Einsatz von Direktversturzkombinationen (Bagger, Absetzer).
Drebenstedt ist seit 1999 Professor an der Technischen Universität Bergakademie Freiberg, Institut für Bergbau und Spezialtiefbau.
Seit 1992 ist er Mitglied des Ringes Deutscher Bergingenieure, zu dessen 1. Vorsitzenden er 2012 gewählt wurde.
2002 gehörte er zu den Gründungsmitgliedern des Vereins Geokompetenzzentrum Freiberg e. V., als dessen Vorstandsmitglied er aktiv ist. Ferner ist er seit 2002 Vorstandsmitglied des Vereins Bergbaumuseum Knappenrode e. V. und seit 2003 Vorstandsvorsitzender des Vereins InnoRegio Mittelsachsen e. V.
Er ist seit 2014 ordentliches Mitglied der Sächsischen Akademie der Wissenschaften.

## Ehrungen
- Prof. e. h. (Moskau, Ulan Bator)
- Dr. h. c. (Dnepropetrowsk, Moskau, Petroșani)
- Bundesverdienstkreuz am Bande (2025)[2]

## Publikationen (Auswahl)
- Carsten Drebenstedt, Reinhard Reißmann, Jochen Rasche: Braunkohlen- und Sanierungsplanung im Land Brandenburg : Grundlagen, Zusammenhänge, Eckdaten. Druckzone GmbH & Co. KG, Cottbus November 1998.
- Braunkohle in Europa. Innovationen für die Zukunft, Freiberg, 2000.
- Carsten Drebenstedt: Prof. Dr. Helmut Härtig – dem ersten deutschen Professor für Tagebaukunde zum 100. Geburtstag. In: Zeitschrift für Freunde und Förderer der Technischen Universität Bergakademie Freiberg. 9/2002, S. 19–22
- (mit Volker Patzold und Günter Gruhn): Der Nassabbau. Erkundung, Gewinnung, Aufbereitung, Bewertung, Berlin, Heidelberg, New York: Springer, 2008.